# Heineken Brasil
Heineken Brasil, é uma empresa brasileira de bebidas fabricante de cerveja, refrigerantes, energéticos e água mineral, sendo controlada pela cervejaria holandesa de nome homônimo. É proprietária das marcas Kaiser, Schin, Glacial, Cintra, Baden Baden, Devassa, Eisenbahn e Amstel.
Fundada em 2010, a empresa ampliou suas operações em 2017 com a aquisição das operações da Kirin Company no pais. É a segunda maior cervejaria do Brasil com 15 indústrias, 29 centros centros de distribuição e uma indústria de concentrados para refrigerantes em Manaus.

## História

### Introdução no mercado brasileiro
A Heineken chegou ao Brasil em 1990, através da parceria com a Kaiser, quando a cervejaria brasileira firmou um contrato de licenciamento de produção e distribuição com a supervisão da Heineken de Amsterdã.

### Compra da Femsa
Em 2010 a Heineken compra a Femsa, fabricante da marca Kaiser, o que possibilitou estender sua presença no mercado brasileiro, com a utilização do sistema Coca-Cola no país. O valor esteve avaliada em 3,8 bilhões de euros, cerca de US$ 5,5 bilhões dólares. Se contabilizadas dívidas e pensões, o valor da operação vai a 5,3 bilhões de euros, aproximadamente US$ 7,6 bilhões.

### Aquisição da Brasil Kirin
Em fevereiro de 2017 a cervejaria Heineken anunciou um acordo com a Kirin Company para a compra da sua subsidiária brasileira, a Brasil Kirin.
O valor do acordo e de 664 milhões de euros (equivalente a 704 milhões de dólares estadunidenses ou 2,2 bilhões de reais). Segundo analista a expectativa que o acordo seja concluído ainda no primeiro semestre de 2017.
Em maio de 2017, o CADE aprovou a venda da Brasil Kirin para Heineken, com isso esta última tornou-se a segunda maior cervejaria brasileira.

### Expansão
Em 2020, a Heineken Brasil investiu 865 milhões de reais na ampliação da planta de Ponta Grossa. Com a desistência de construir uma nova unidade industrial em Minas Gerais, o grupo anunciou no final de 2021 a ampliação da capacidade de produção da unidade de Ponta Grossa.

## Produtos

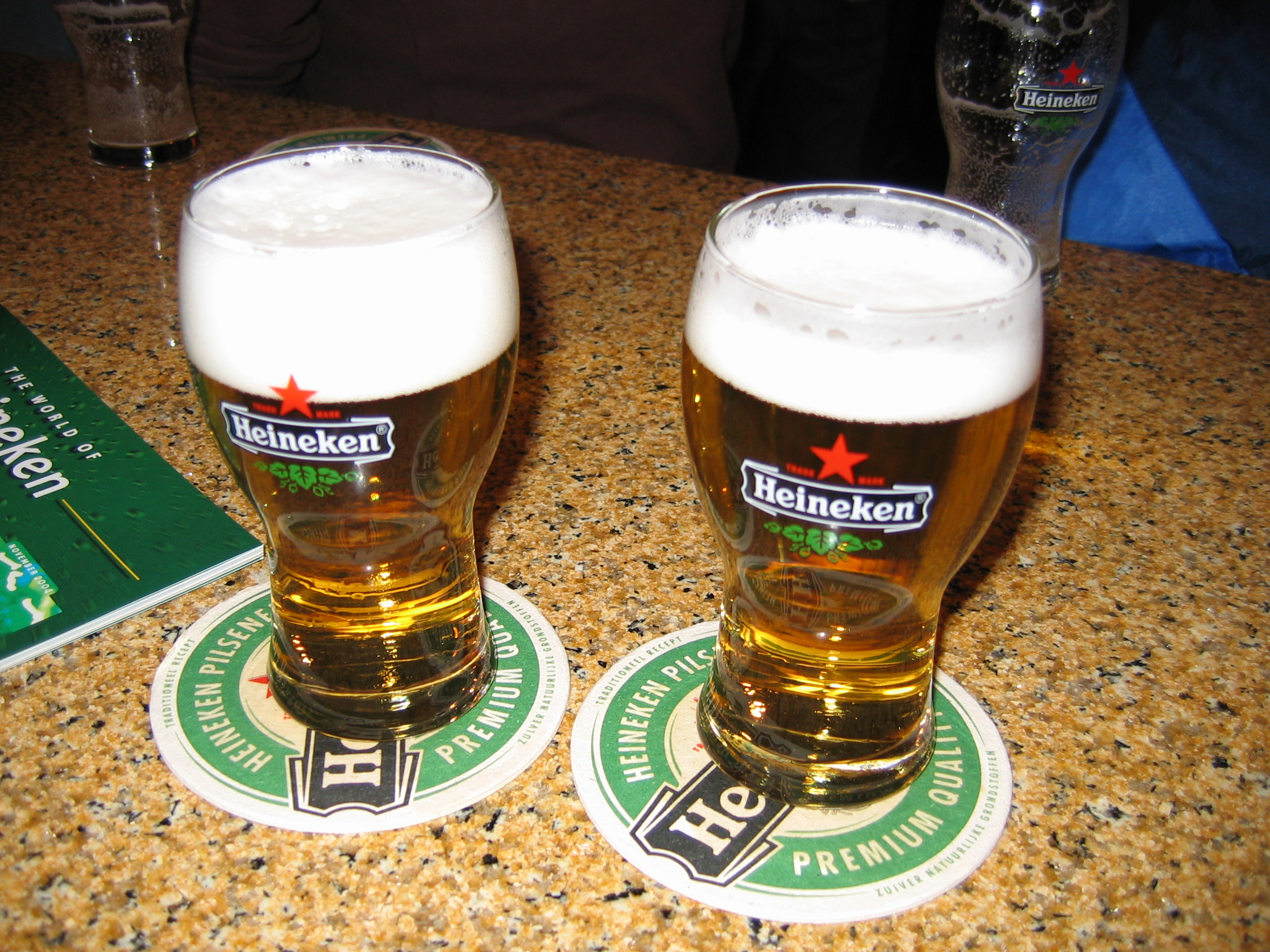
Dois copos da cerveja Heineken, principal produto da companhia.

A Heineken Brasil possui em sua linha de produtos:
- Cervejas: Lagunitas, Amstel, Amstel Ultra, Bavaria, Blue Moon, Devassa, Eisenbahn, Glacial, Heineken, Heineken 0.0, Kaiser, Schin, Tiger, Baden Baden, No Grau, Sol, Sol Zero, Praya.
- Bebidas não alcoólicas: Água Schin, Clash'd, FYS, Itubaína, Skinka, Mamba Water, Baer-Mate
- Drinks: Amstel Vibes
- Destilados: Vermelhão

## Controvérsias
Em 2021, a Heineken Brasil desistiu de construir uma fábrica em Pedro Leopoldo, na Região Metropolitana de Belo Horizonte, em Minas Gerais. O projeto estimado em 1,8 bilhão de reais, foi barrado pelo Instituto Chico Mendes de Conservação da Biodiversidade (ICMBio). A planta industrial estaria localizada próximo da caverna Lapa Vermelha IV, local que integra o sitio arqueológico da Área de Proteção Ambiental Carste de Lagoa Santa, região onde foi encontrado o crânio da ancestral Luzia, um dos fósseis mais antigo do continente americano. Essa área compreende ainda os lençóis freáticos de onde teria a água captada, podendo gerar impactos nos complexos de grutas e cavernas, que segundo o parecer do instituto, correria o risco de haver soterramento.